# Генрих IV Пробус
Ге́нрих IV Про́бус или Ге́нрих Праведный (пол. Henryk IV Probus или пол. Henryk IV Prawy; ок. 1258 — 23 июня 1290) — представитель династии Пястов, князь-принцепс Польши в 1288—1290 годах, князь Вроцлавский в 1266—1290 годах.

## Биография

### Детство
Генрих IV был единственным сыном князя Вроцлавского Генриха III Белого и его первой жены Юдиты Мазовецкой, дочери князя Конрада I Мазовецкого.
После ранней смерти отца в 1266 году опекуном юного Генриха стал его дядя, зальцбургский архиепископ Владислав. Полагая, что постоянные разъезды между Вроцлавом и Зальцбургом не пойдут на пользу ребёнку, Владислав отправил его в Прагу ко двору короля Чехии Пржемысла Оттакара II. После смерти дяди в 1270 году Генрих вернулся во Вроцлав, где находился под присмотром Симона Галликузы — ближайшего советника отца.
Генрих получил превосходное образование, чем объясняется его интерес к искусству и поэзии. Он продолжал поддерживать дружбу с Оттакаром, и в 1271 году ходил с ним в поход против короля Венгрии Иштвана и его союзников, князей Великой и Малой Польши.

### Первые годы самостоятельного правления
В 1273 году Генрих был признан совершеннолетним и официально принял бразды правления Вроцлавским княжеством, которое, после выделения в самостоятельные княжества Легницы, Глогува и Ополе, составляло лишь небольшую часть некогда мощного Нижнесилезского княжества. Он начал проводить более гибкую политику, выстраивая дружественные отношения с родственниками — Владиславом Опольским и Пшемыслом Великопольским.
Одновременно он продолжал поддерживать Пржемысла Оттакара II в борьбе с императором Рудольфом Габсбургом, предоставив чешским войскам пищу и убежище. В 1275 году король Чехии был объявлен императором вне закона, и через два года сторонник Рудольфа, легницкий князь Болеслав II Рогатка, родной дядя Генриха, похитил его и заключил в тюрьму. Пленение Генриха вызвало возмущение его сторонников. Чешский король был связан опалой и ограничился призывами и просьбами об освобождении Генриха. Его польские союзники, князья Генрих III Глоговский и Пшемысл II Великопольский, попытались добиться освобождения Генриха IV, но были разбиты сыном Болеслава II Рогатки Генрихом V Брюхатым в кровавой битве при Стольце 24 апреля 1277 года, в ходе которой оба они были взяты в плен. Свобода была возвращена Генриху IV лишь в следующем году, когда Пржемысл Оттакар II потерпел поражение и погиб в Битве на Моравском поле, а Генрих согласился уступить своему пленителю треть своих владений (города Сьрода-Слёнска и Стшегом) и выплатить выкуп, для чего ему пришлось заложить город Кросно-Оджаньске.

### Взаимоотношения с польскими князьями
Узнав о смерти Пржемысла Оттакара II, Генрих отправился в Прагу и попытался получить опекунство над его сыном Вацлавом II, как один из его ближайших родственников (бабушкой Генриха IV по отцовской линии была Анна Легницкая, дочь короля Чехии Пржемысла Оттакара I) и союзник. Но император Рудольф решил наладить отношения с другим сторонником Оттакара II и назначил регентом Чехии маркграфа Оттона Бранденбургского. Генрих в качестве компенсации получил чешское Кладское графство как лен.
Помирившись с Рудольфом, Генрих в 1280 году отправился в Вену, где безуспешно пытался получить для себя польскую корону. Он заручился поддержкой своего родственника, князя Владислава Опольского, пообещав ему короновать также его дочь Констанцию, незадолго до этого ставшей женой Генриха.
Отношения Генриха IV с его силезскими родственниками в целом были не очень хорошими. В 1280 году он снова пострадал от вторжения Легницкого князя Генриха V Брюхатого, которого поддержал маркграф Бранденбургский. Под предлогом нормализации отношений и обсуждения проблем в феврале следующего года Генрих пригласил на встречу в деревню Садовель во Вроцлавском княжестве своего давнего врага, князя Генриха V Брюхатого, а также союзников — Генриха III Глогувского и Пшемысла II Великопольского. Однако на самом деле у Генриха IV были другие планы: он объявил своих гостей пленниками и потребовал территориальных уступок. Пшемысл II был вынужден отдать Генриху стратегически важную Велюньскую землю и признать суверенитет Генриха IV. В том же году Генрих предпринял первую попытку захвата сеньората в ответ на набег Лешека Чёрного на Вроцлав.
В последующие годы суверенитет Генриха Пробуса добровольно признали князья Пшемысл Сцинавский и Болеслав I Опольский, но далеко не все силезские князья последовали их примеру: князья Болеслав I Суровый, Конрад II Горбатый и трое из четырех сыновей Владислава Опольского — Казимир II Бытомский, Мешко I Цешинский и Пшемыслав Рацибужский — были категорическими противниками Генриха. Отношения с Опольскими князьями осложнялись дополнительным обстоятельством: в 1287/1288 году Генрих Пробус добился расторжения брака с их сестрой Констанцией, которая была отослана на родину.

### Конфликт с епископом Вроцлавским
В 1282—1287 годах Генрих Пробус был вовлечен в продолжительный спор с епископом Вроцлава Томашем II Зарембой. Первая фаза конфликта имела место еще в 1274—1276 годах и завершилась временным решением, не устроившим ни одну из сторон. Спор вновь разгорелся в 1282 году, на этот раз вокруг земель и имущества, присвоенного церковью в трудный для светской власти период, последовавший за битвой при Легнице.
В начале 1282 года епископ направил свою жалобу папскому легату Филиппу Ферно, который должен был урегулировать спор. Легат ожидаемо вынес решение в пользу церкви, которое Генрих не принял. С целью примирения в 1283 году Генрих организовал в принадлежащей епископу Томашу Нисе большой съезд князей, главным событием которого был рыцарский турнир, однако напряженность в отношениях сохранилась. Желая сломить сопротивление вроцлавского князя, епископ Томаш, пользуясь поддержкой папского легата, в марте 1284 года отлучил Генриха и все его княжество от церкви. Генрих отказался подчиниться воле епископа и в том же году обратился к Папе Мартину IV, но вскоре стало ясно, что на поддержку Ватикана ему не стоит рассчитывать. Однако, несмотря на усилия епископа Томаша, не всё силезское духовенство поддержало его: несколько религиозных орденов, в том числе францисканцы, остались верны Генриху IV. Безуспешные попытки примирить князя и епископа предпринимал даже архиепископа Гнезненский и примас Польши Якуб Свинка.
В 1285 году Генрих Пробус сделал свой ход, конфисковав некоторые земли, принадлежавшие епископскому княжеству Ниса. Униженный епископ Томаш бежал в Рацибож. Последний акт затяжного конфликта произошел в 1287 году, когда Генрих IV занял Рацибож. Епископу Томашу некуда было бежать, и он был вынужден подчиниться Вроцлавскому князю. Но Генрих был великодушным триумфатором: он вернул епископу захваченные ранее земли, а также заложил во Вроцлаве существующую поныне Коллегиальную церковь Святого Креста.

### Князь-принцепс Польши
Генрих постоянно усиливал давление на силезских князей, постепенно добиваясь их подчинения. В 1284 году он использовал в качестве предлога мятеж дворянского рода Заремба в Калише и захватил этот город. Великопольские князья были возмущены этим, и Генрих согласился вернуть Калиш в обмен на город Оболок.
30 сентября 1288 года скончался бездетный князь-принцепс Польши Лешек II Черный, и Генрих решил, что настало время для реализации его честолюбивых планов по захвату краковского трона. Он еще ранее начал искать себе союзников и в 1287 году примирился с Пшемыслом II Великопольским, вернув ему Велюнь. По мнению известного польского историка Освальда Бальцера, незадолго до этого была предпринята попытка создать коалицию князей-Пястов в составе Лешека II Черного, Генриха Пробуса, Пшемысла II и Генриха III Глоговского, целью которой было объединение Польши. Так это было или нет, но узнав о смерти Лешека II, Генрих приступил к немедленным действиям.
Другими претендентами на Краков были сводный брат Лешека Владислав Локотек и Болеслав Плоцкий, пользовавшийся поддержкой Малопольской знати. Однако князю Плоцкому не удалось заручиться поддержкой губернатора Кракова Кастелла Сулка. 26 февраля 1289 г. Владислав и Болеслав разбили Генриха и его союзников в кровопролитном сражении при Севеже, причем Пшемысл Сцинавский был убит, а Болеслав I Опольский тяжело ранен и взят в плен Владиславом Локотком. Однако после этого успеха Болеслав неожиданно отказался от притязаний на трон, оставив Владислава одного. При поддержке епископа Краковского Павла Полкозика он сумел захватить Вавельский замок в Кракове и вынудил силезцев отступить к Скале. Однако Генрих IV перегруппировал свои силы и лично выступил на Краков во главе своей армии в августе 1289 года. Благодаря помощи части горожан Генрих захватил город и провозгласил себя князем-принцепсом Польши, однако резиденцию перенёс в Сандомир.

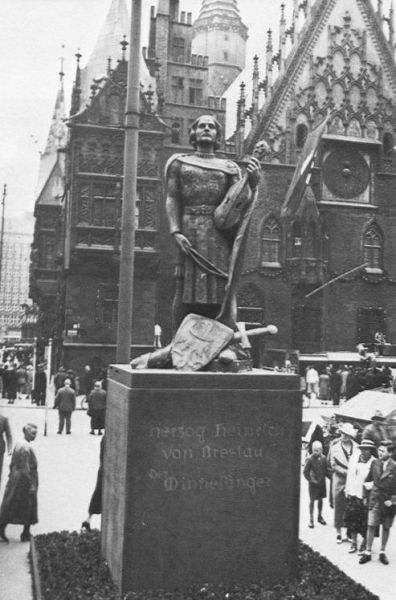
Памятник Генриху IV Пробусу во Вроцлаве

За время правления Генриху удалось укрепить вертикаль власти и улучшить экономику. Он поддерживал горняков и города, многим из которых даровал магдебургское право и различные привилегии. Будучи образованным и высококультурным человеком, Генрих внедрял обычаи, принятые в Западной Европе при дворах и среди рыцарства. Сам Генрих был талантливым поэтом: две его поэмы включены в Манесский кодекс.

## Смерть
Генрих IV скоропостижно скончался 23 июня 1290 года в возрасте 32 лет. Обстоятельства его смерти точно не известны, поскольку они по-разному приводятся в различных источниках: надписи на его надгробии, «Хронике Силезских князей», хронике Яна Длугаша, чешской хронике Пулкавы и хронике Оттокара Штирийского. Последняя представляется наиболее конкретной в деталях. Согласно Оттокару, Генрих стремился заполучить польскую корону, для чего ему нужна была поддержка Папы. Он направил в Рим своего посланника с 12 000 гривен в качестве подарка Папе Николаю IV. Но когда посланник прибыл в Италию, выяснилось, что во время поездки было украдено 400 гривен, и разгневанный Папа разорвал переговоры. Растратчику удалось бежать из Италии, но было известно, что Генрих IV хотел его наказать. Чтобы предотвратить неминуемое наказание, он решил использовать свои связи при вроцлавском дворе и отправить князя. Был подкуплен брат одного из врачей князя, который дал Генриху медленно действующий яд. Другой врач, Гунселин, распознав симптомы отравления, смог спасти князя от смерти, вызвав сильную рвоту и выведя яд из организма. Однако убийца не был обнаружен и сделал вторую попытку, смазав ядом нож, которым Генрих резал свой хлеб. Яд снова был обнаружен, но на этот раз слишком поздно, чтобы спасти князя. Умирая, Генрих, во имя христианского милосердия, приказал не преследовать и не наказывать виновных в своей смерти. По другим источникам, Генриха отравил его капеллан, подкупленный Пшемыслом II. В любом случае то, что причиной смерти Генриха Пробуса было отравление, не подвергается сомнению.

## Завещания
По свидетельству хронистов, умирающий Генрих IV составил два завещания. Одно — церковное (предоставляло епископу Вроцлава желаемое им согласие на полный суверенитет над княжеством Ныса), другое — политическое (регулировало вопрос о его наследовании). Согласно последнему, он завещал Вроцлавское княжество герцогу Генриху III Глоговскому, а Краков с титулом князя-принцепса — Пшемыслу II. В случае смерти одного из князей, его владения переходили к другому. Некоторые историки, однако, верили в существование и третьего завещания, в котором речь шла о воссоединении Польши. Только церковное завещание было полностью выполнено. Вроцлавская знать отказалась принять Генриха Глоговского, и город захватил Генрих V Брюхатый при поддержке короля Чехии Вацлава II. Сам Вацлав II занял Сеньориальный удел, но титул князя-принцепса Польши получил Пшемысл II.
Генрих IV был похоронен в основанной им коллегиальной церкви Святого Креста и Святого Варфоломея во Вроцлаве.
Во время Второй мировой войны немецкие антропологи хотели доказать «германский облик» Генриха Пробуса. С этой целью его останки были извлечены и подвергнуты экспертизе; во время военных действий они были утеряны. Сейчас его саркофаг находится в Национальном музее во Вроцлаве.

## Семья
В марте 1280 года Генрих IV женился на дочери князя Владислава Опольского, которую предположительно звали Констанция (1256/1265? — 1287/1288?). После почти семи лет бездетного брака Генрих добился его аннулирования по причине бесплодия, хотя этот факт оспаривается современными историками. Констанция с этого времени исчезает со страниц хроник; по разным данным она вернулась в Ополе или вскоре умерла.
В 1288 году Генрих IV вторично женился на Матильде Бранденбургской, дочери маркграфа Оттон V Бранденбургского (1270 — до 1 июня 1298). Детей у них было.